# Viper's Creed
Viper's Creed (ヴァイパーズ・クリード, Vaipāzu Kurīdo) é uma série de anime do gênero Ação e Mecha criada pela Sony Pictures Entertainment Japan e animada por AIC Spirits e Digital Frontier. Entretanto Hiroyuki Kanbe é o principal diretor do série, mas Shinji Aramaki é o único responsável pela criação e concepção da série. Em Portugal a série foi transmitida pela SIC K na dobragem original com legendas.

## Enredo
Com a maioria das cidades da Terra debaixo d'água devido ao início do aquecimento global seguido por uma terceira guerra mundial que trouxe calamidade e confusão para o povo, várias EMPs são das poucas organizações que conseguem oferecer alguma segurança e ajudar na reconstrução das cidades destruídas pela guerra. Uma dessas organizações é a «Corporação de Segurança Global Arqon», responsável por proteger a cidade de Fort Daiva do terrorismo e, sobretudo, dos Bug Mechs, máquinas de guerra não tripuladas que espalham o terror. A unidade de elite destacada para a protecção da cidade chama-se Viper Ep 02, liderada pelos bravos Blademen.Ep 01 

## Mecha

### Maneuver Blades
Maneuver Blades são mechas humanóides utilizados por Blademen e são capazes de se transformar em motocicletas. Estes mecanismos estão armados principalmente com um rifle de assalto, um lançador de foguetes em cada ombro e um míssil pod 6-tubo no ombro esquerdo. Enquanto na forma de moto que pode chegar facilmente a velocidades superiores a 80 quilômetros por hora. A maioria das lâminas de manobra são equipadas com uma arma secundária, dependendo das táticas de combate do piloto, incluindo um lançador de granadas anexadas para o fuzil de assalto, o calor da motosserra, uma metralhadora, ou um rifle sniper. O chefe do mecanismo também serve como câmeras com digitalizadores de segmentação altamente detalhados.

### Bug Mechs
Bug Mechs são mechas não tripulados baseado após os bugs que foram usados como máquinas de guerra autônomas durante a grande guerra. No entanto, devido à sua AI tornaram-se incapazes de diferenciar entre amigo e inimigo e tornou-se muito difícil de ser reprogramado. Os bugs mechs geralmente estão armados com metralhadoras e minas teleguiadas chamadas Spider Mines ou "Bombs Ticker", em que eles usam suas pernas de aranha para anexar aos inimigos antes de explodir. Conforme demonstrado em episódios 2 e 11, bug mechs são muito versáteis e podem facilmente movimentar em ambientes escuros e subterrâneos. Foram utilizados cinco tipos de mechs de erros durante os eventos da série e com a exceção do sputnik cada bug mech regressa no episódio final pelos militares.
- Mega Soma: Armados com metralhadoras, bombas relógios gêmeas, spider mines, e as pernas de lança.
- Gelus: Armados com metralhadoras gêmeas.
- Sputnik: Armados com metralhadoras gêmeas e pernas de lança.
- Acromantis: Armados com armas de foice, metralhadora, e minas de aranha.
- Mobilius: Armado com minas de aranha, míssil de volta pod, um braço de metralhadora esquerda, e um braço de garra direita.

## Produção
As notícias de Viper's Creed vazaram na Internet quando o roteirista Ai Ōta anunciou em seu blog oficial que Shinji Aramaki estaria envolvido na criação do anime. O anúncio foi então divulgado em 11 de Novembro de 2008, que Hiroyuki Kanbe dirigiria Viper's Creed com Shinji Aramaki sendo apontado como o principal diretor-chefe para trabalhar no anime. Os papéis de Saiki Cryde e Kariya Sakurako foram dadas as vozes por Takaya Kuroda e Megumi Toyoguchi.
A sessão especial avançada foi mostrada no Animax em 30 de Dezembro de 2008 às 11:30 PM. Viper's Creed foi posteriormente transmitido no Animax e no canal BS11, indo ao ar em 6 de Janeiro de 2009 às 10:00 PM depois do canal BS11 transmitir dia 10 de Janeiro de 2009 às 11:30 PM. A abertura chama-se R.O.C.K. por iLL com um CD single lançado em 28 de Janeiro de 2009 enquanto o tema de encerramento chama-se Ai no Oto com a canção em Inglês por moumoon. Foi lançado um CD single e como o CD single com um DVD em 25 de Fevereiro de 2009.
Em Portugal o anime estreou dia 26 de abril de 2014 às 23h, na dobragem original japonesa com legendas em português.
Uma página do podcast oficial dedicada ao Viper's Creed posteriormente foi estabelecida.

## Mídia

### DVD
Na Região 2, os DVDs de Viper's Creed foram lançados no Japão com 3 episódios cada. Desde Outubro de 2009, o Volume 1 foi relançado em 5 de Agosto de 2009 com o Volume 2 lançado em 2 de Setembro de 2009. Volume 3 foi lançado em 7 de Outubro de 2009.

## Elenco

### Dubladores japoneses
- Shinji Kawada como Rudra Schenkel
- Megumi Toyoguchi como Sakurako Kariya
- Takaya Kuroda como Saiki Creed
- Yuki Kaida como Isp. Theresia Strauss
- Junko Minagawa como Norma
- Jun Fukuyama como Haruki Oguma
- Sachiko Kojima como Maika
- Tamio Ohki como Fuyuhiko
- Hiroshi Yanaka como Chefe Supervisor Walter